# Chionaema costifimbria
Chionaema costifimbria là một loài bướm đêm thuộc phân họ Arctiinae, họ Erebidae.